# Concerto Vocale
Il Concerto Vocale è un ensemble belga specializzato nella musica barocca.

## Il gruppo
È stato fondato nel 1977 dal controtenore e direttore d'orchestra belga René Jacobs in occasione di una serie di registrazioni per la casa discografica francese Harmonia Mundi.
Di questo gruppo vocale fanno parte i soprani Maria Cristina Kiehr e Martina Bovet, il controtenore Andreas Scholl, i tenori Gerd Türk e Matthias Widmaier, i baritoni Martin Hummel e Andreas Lebeda, i bassi Ulrich Messthaler e Franz-Josef Selig.
Completa il gruppo un ensemble strumentale formato da musicisti quali William Christie, Sigiswald Kuijken, Konrad Junghanel e Jaap ter Linden.

## Discografia
- 1978 - Marc-Antoine Charpentier, Leçons de Ténèbres du Mercredy Saint, Leçons de Ténèbres du Jeudy Sainct   (Harmonia Mundi)
- 1979 - Marc-Antoine Charpentier, Leçons de Ténèbres du Vendredy Sainct (Harmonia Mundi)
- 1980 - Claudio Monteverdi, Un concert spirituel (Harmonia Mundi)
- 1982 - Luca Marenzio, Madrigaux à 5 et 6 voix (Harmonia Mundi)
- 1984: Marc-Antoine Charpentier, Motets à voix seule et à 2 voix (Harmonia Mundi)
- 1984 - Claudio Monteverdi, Lamento d'Arianna (Harmonia Mundi)
- 1984 - François Couperin, Leçons de Ténèbres (Harmonia Mundi)
- 1984 - Heinrich Schütz, Kleine Geistliche Konzerte (Harmonia Mundi)
- 1987 - Giacomo Carissimi, Duos et cantates, con Agnès Mellon (Harmonia Mundi)
- 1990 - Heinrich Schütz, Auferstehungs-Historie SWV 50 (Harmonia Mundi)
- 1990 - Heinrich Schütz, Weihnachts-Historie SWV 435 (Harmonia Mundi)
- 1990 - Dietrich Buxtehude, Cantates Membra Jesu Nostri BuxWV 75 e Heut triumphieret Gottes Sohn BuxWV 43 (Harmonia Mundi)
- 1990 - Claudio Monteverdi, L'incoronazione di Poppea (Harmonia Mundi)
- 1992 - Claudio Monteverdi, Il ritorno d'Ulisse in patria (Harmonia Mundi)
- 1996 - Claudio Monteverdi, Vespro della Beata Vergine (Harmonia Mundi)
- 1996 - Francesco Cavalli, La Callisto, registrato al Théâtre de la Monnaie a Bruxelles (Harmonia Mundi)
- 2000 - Francesco Cavalli, Giasone (Harmonia Mundi)
- 2000 - Francesco Cavalli, Xerse (Harmonia Mundi)
- 2000 - Giovanni Battista Pergolesi, Stabat Mater (Harmonia Mundi)
- 2002 - Claudio Monteverdi, Madrigali guerrieri ed amorosi (Harmonia Mundi)

## Video
- 2006 - Claudio Monteverdi, L'Orfeo (Harmonia Mundi)
- 2006 - Francesco Cavalli, La Calisto (Harmonia Mundi)